# An Sang-Mi
An Sang-Mi (n. 12 noiembrie 1979) este o sportivă ce a reprezentat Coreea de Sud, medaliată olimpică. A participat la o ediție a Jocurilor Olimpice (1998) în care a câștigat o medalie de aur.

## Participări
Lista de mai jos prezintă principalele competiții la care a participat An Sang-Mi de-a lungul carierei.
- short track speed skating at the 1998 Winter Olympics – women's 3000 metre relay[*]